# 足民乡
足民乡，是中华人民共和国吉林省辽源市东辽县下辖的一个乡镇级行政单位。

## 行政区划
足民乡下辖以下地区：
解放村、金星村、三道村、高粮村、平岭村、禾秀村、明德村、方林村、新民村、强国村、五星村、安良村、安和村、安民村、尚贤村、安兴村和庆春村。